# 南关街道 (安阳市)
南关街道，是中华人民共和国河南省安陽市文峰区下辖的一个乡镇级行政单位。

## 行政区划
南关街道下辖以下地区：
文化路社区、世纪花园社区、相州路社区、花市街社区、安居园社区、石油路社区、桂园社区、南湖新村社区、南关村和郭家庄村。